# پارک ملی خجیر
پارک ملی خُجیر، منطقه‌ای حفاظت‌شده در شرق تهران است که حدود ۱۰٬۰۱۳ هکتار وسعت داشته و از سال ۱۳۶۱ به عنوان پارک ملی تعیین شده است. خجیر بخشی از منطقه حفاظت‌شده جاجرود محسوب می‌شود که از حدود ۲۰۰ سال پیش به عنوان شکارگاه سلطنتی قرق شده و در واقع قدیمی‌ترین منطقه شکار ممنوع در کشور است. منطقه جاجرود از سال ۱۳۱۰ به‌طور رسمی «شکارگاه سلطنتی» تعیین شد و در سال ۱۳۵۸ از سوی شورای انقلاب به عنوان منطقه حفاظت‌شده اعلام شد.
پارک ملی خجیر در موقعیت جغرافیایی ۴۵ ۳۵ الی ۳۶ ۳۵ عرض شمالی و ۴۰ ۵۱ الی ۴۹ ۵۱ طول شرقی واقع شده است.
منطقه باغ شاد بخشی از پارک ملی خجیر به مساحت ۲۳۱۰ هکتار است. این منطقه در ۲۲ کیلومتری شرق تهران و در جنوب جاده هراز قرار دارد. از نظر موقعیت جغرافیایی در فاصله بین ۳۵o۳۶’۴۱” و ۳۵o۳۹’۳۳” عرض شمالی و ۵۱o۴۰’۲۹” و ۴۱o۴۶’۵۲” طول شرقی قرار گرفته است.
خجیر در نزدیکی دیگر منطقه ارزشمند طبیعی اطراف تهران یعنی پارک ملی سرخه حصار قرار دارد. با توجه به این همسایگی، خصوصیات طبیعی دو منطقه از جمله نوع جانوران و گیاهان شبیه به هم است، اما خجیر با توجه به فاصله بیشتری که از تهران دارد، دست‌نخورده‌تر و سالم‌تر مانده است.

## مسیر دسترسی
مهم‌ترین مسیر دسترسی به خجیر از طریق جاده پاسداران به پارچین است. بخشی از جاده تهران به دماوند در نزدیکی منطقه صنعتی کمرد هم از حاشیه شمالی خجیر می‌گذرد.

## گونه‌های جانوری

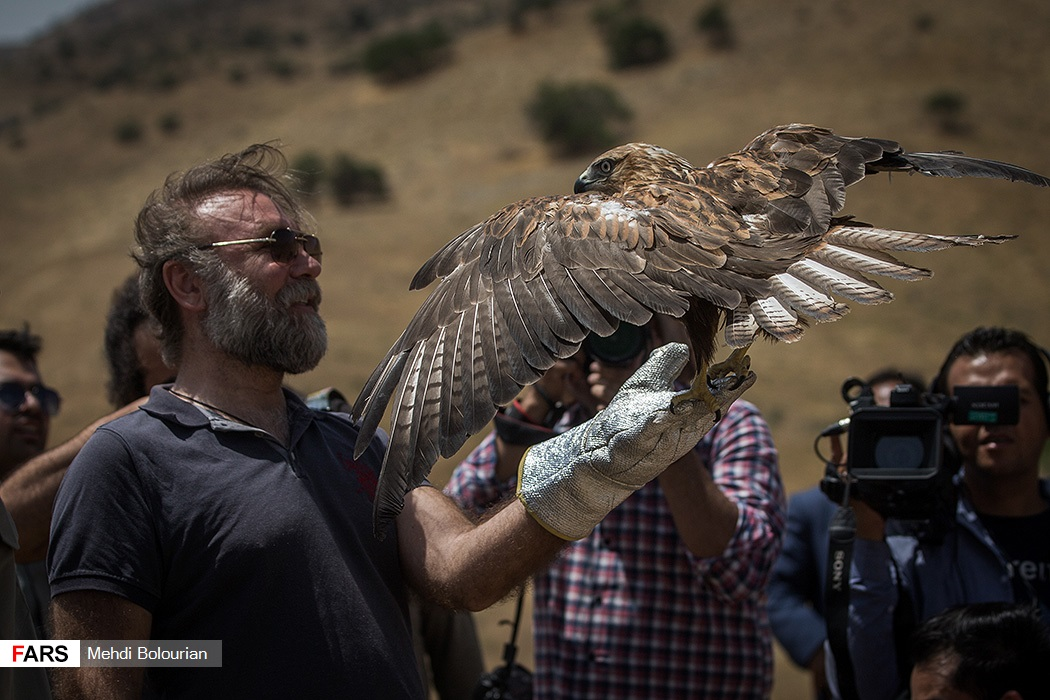
رهاسازی پرنده در پارک ملی خجیر

پستاندارانی چون پلنگ، کفتار راه‌راه، کل و بز، قوچ و میش، روباه قرمز، گراز، گربه وحشی، گربه پالاس، گرگ خاکستری، شغال و گورکن؛ انواع مارها چون افعی شاخ‌دار، شترمار، تیرمار، مار پلنگی، مار آتشی، کورمار دوسر، مار کرمی، افعی کوفی، سوسن مار، مار کرمی، یله‌مار و خزندگان دیگری مثل بزمجه بیابانی و نیز لاک‌پشت مهمیزدار؛ و از پرندگان هم کبک، هدهد، سبزه‌قبا، خوتکا، تیهو، و انواع پرندگان شکاری چون دال، عقاب و سارگپه در این منطقه زندگی می‌کنند.
در آب‌های جاجرود هم آب‌زیانی هستند که مهم‌ترین آن‌ها ماهی قزل‌آلای رنگین‌کمان است. خجیر همچنین تنها منطقه در استان تهران است که هنوز تعدادی آهو در آن حضور دارند.

## گیاهان
بهترین جنگل پسته وحشی البرز نیز در این منطقه روئیده است. درختان بادام کوهی، داغداغان و ارس از دیگر درختان مهم این پارک ملی است. شیرخشت، سوفورا، روناس، چنار، زرشک، سپیدار، سیاه‌تلو، ارمک، افرا، کاج، زالزالک، زبان گنجشک، عرعر، اقاقیا، تنگرس، ریش بز، چوبک، گل گندم، انواع گز و انواع بید از دیگر گیاهان شاخص خجیر به‌شمار می‌روند. جاذبه طبیعی دیگر منطقه تعداد بسیار شقایق‌های وحشی در اواسط بهار است که البته چیدن گل‌ها توسط گردشگران موجب شده تا تعداد آن‌ها به شدت رو به کاهش باشد.